# 須永朝彦
須永 朝彦（すなが あさひこ、1946年（昭和21年）2月5日 -2021年（令和3年）5月15日 ）は、歌人、小説家、評論家。幻想的な作風が特徴。栃木県足利市出身。

## 生涯と作品
少年時代から和歌・短歌・俳句・詩などに親しみ、在原業平、和泉式部、式子内親王、藤原良経、藤原定家、與謝蕪村、与謝野鉄幹、與謝野晶子、北原白秋、木下杢太郎、日夏耿之介、安西冬衛などを愛誦。日本古典は『源氏物語』などの王朝物語や戦記から中世の短篇物語、江戸文芸全般に至るまで広く親しむ一方、能・浄瑠璃や歌舞伎など。近代文学は森鷗外・幸田露伴・泉鏡花・谷崎潤一郎・佐藤春夫・稲垣足穂・三島由紀夫など。外国文学はE.T.A.ホフマン、スタンダール、メリメ、トーマス・マンなどを愛読。17歳の頃、三島の評論・エッセイから澁澤龍彦、森茉莉、ジャン・ジュネ、テネシー・ウィリアムズ、サドなどの文芸を教えられ、眼を灼かれる。
1964年、栃木県立足利高等学校卒業。詩作を試みていたが、1965年に詩人高橋睦郎を訪ねて面談、「詩よりも短歌に向いているのでは」との指摘を受け、現代最高の歌人として塚本邦雄と葛原妙子の存在を教えられる。二人の歌集を需めて熟読する傍ら短歌の制作に没頭、1966年２月、手作りの木版刷歌集を作成し、堀口大學・澁澤龍彦・塚本邦雄など数名に献呈。塚本より返書あり、師事を許される。師の奨めを受け同人誌「喜望峰」に参加、８月初めて短歌36首を公表。師の縁にて葛原・森岡貞香・山中智恵子・中井英夫・松田修・春日井建・寺山修司・加藤郁乎・堂本正樹・高柳重信・永田耕衣・種村季弘・相澤啓三などと相識ることを得る。1970年以降、『話の特集』『ミステリマガジン』『海』『季刊NW-SF|NW-SF』『流行通信』などから散文を発表。また1971年に村上一郎の慫慂を容れて評伝『鉄幹と晶子』を紀伊國屋新書から上梓、作家専業となる。
1971年に古典芸能学者の郡司正勝と出会い、以後27年間、郡司の逝去まで交友を続け、その間『古典芸能　鉛と水銀』『かぶき夢幻』【郡司正勝刪定集（全六巻）】等の編集に従う。1972年に歌集『東方花傳』を上梓、漸次短歌の制作から遠ざかり、1974年刊『就眠儀式』以降、小説やエッセイの刊行を重ねる。1960-70年代の異端、耽美、幻想といったムーブメントの中、佐藤春夫、稲垣足穂などの影響を受けた独特の作品世界を形成したと評される。小説としては『就眠儀式』『天使』が、”耽美小説の聖典”とも呼ばれた。文体に技巧を凝らし、旧仮名遣い、擬古文をしばしば用いている。小説全集解題の東雅夫は「不良星菫派」と呼び、自身は「読者百人の文学」「百人のためのエンターテイメント」を標榜していた。 散文の先達として日影丈吉・澁澤龍彦・多田智満子を三絶として敬い、『幻想文学』誌に追悼文を寄稿している。
1983年、歌舞伎への親炙が機縁となり、坂東玉三郎の日生劇場ギリシア悲劇公演『メディア』の翻訳潤色台本を担当する。1980年代以降は『幻想文学』誌にしばしば寄稿、また幻想文学関連の叢書・選集・アンソロジー等の編集にも携わり、内外古典の翻訳も数多く手がけており、この仕事に関しては相応の評価を得ている。
長年築地明石町に住んだが、晩年は長野県千曲市に移住。2020年12月に脳溢血を患い、2021年5月に死去。75歳没。

## 作品
歌集
- 『東方花傳』湯川書房 1972年
- 『須永朝彦歌集』沖積社 1973年
- 『定本須永朝彦歌集』西澤書店 1978年（特装限定55部版あり）

小説
- 『就眠儀式』西澤書店 1974年（特装限定77部版・別装限定28部版あり）／名著刊行会 新装版 1992年
- 『天使』コーベブックス 1975年／名著刊行会 新装版 1992年
- 『滅紫篇』コーベブックス 1976年（特装限定69部版あり）
- 『悪霊の館』西澤書店 1980年
- 『須永朝彦小説全集』国書刊行会 1997年
- 『天使』短篇撰集　国書刊行会 2010年。作品23篇
- 『須永朝彦小説選』ちくま文庫 2021年9月。山尾悠子編

評論・エッセイ
- 『鉄幹と晶子』紀伊國屋書店〈同新書〉 1971年
- 『わが春夫像 近代文学逍遙7』コーベブックス〈南柯叢書〉 1977年
- 『硝子の繭 - 須永朝彦歌論集』コーベブックス 1977年
- 『血のアラベスク』新書館 1978年／ペヨトル工房（増訂版） 1993年
- 『ルードヴィヒII世』新書館 1980年、増訂版1995年
- 『望幻鏡』西澤書店 1980年
- 『扇さばき』西澤書店 1982年
- 『黄昏のウィーン - ハプスブルク王朝の終焉』新書館 1986年、増訂版1994年
- 『世紀末少年誌』ペヨトル工房 1989年
- 『歌舞伎ワンダーランド』新書館 1990年
- 『日本幻想文学史』白水社 1993年／平凡社ライブラリー（増訂版） 2007年
- 『日本幻想文学全景』新書館 1998年
- 『美少年日本史』国書刊行会 2002年

対談
- 坂東玉三郎共著『玉三郎・舞台の夢』新書館 1984年

翻訳
- 『奇談 日本古典文学幻想コレクション1』国書刊行会 1995年
- 『伝綺 日本古典文学幻想コレクション2』国書刊行会 1996年
- 『怪談 日本古典文学幻想コレクション3』国書刊行会 1996年。各・編訳
- 『復讐奇談安積沼　桜姫全伝曙草紙 江戸の伝奇小説1』国書刊行会 2002年
- 『飛騨匠物語　絵本玉藻譚 江戸の伝奇小説3』国書刊行会 2002年
- 『報仇奇談自来也説話　近世怪談霜夜星 江戸の伝奇小説5』国書刊行会 2003年
- 『江戸奇談怪談集』ちくま学芸文庫 2012年。編訳
- 『王朝奇談集』ちくま学芸文庫 2022年。編訳

編著
- 南條竹則共編『泰西少年愛読本』新書館 1989年
- 『日本幻想文学集成1 泉鏡花』国書刊行会 1991年
- 『日本幻想文学集成11 佐藤春夫』国書刊行会 1992年
- 『日本幻想文学集成17 森鷗外』 国書刊行会 1993年
- 『日本幻想文学集成26 円地文子』国書刊行会 1994年
- 『幻の絵馬 鏡花コレクションI』国書刊行会 1992年
- 『月夜遊女 鏡花コレクションII』国書刊行会 1992年
- 『人魚の祠 鏡花コレクションIII』国書刊行会 1993年
- 『王侯 書物の王国3』国書刊行会 1998年
- 『植物 書物の王国5』国書刊行会 1998年
- 『美少年 書物の王国8』国書刊行会 1997年
- 『両性具有 書物の王国9』国書刊行会 1998年
- 『同性愛 書物の王国10』国書刊行会 1999年
- 『芸術家 書物の王国13』国書刊行会 1998年
- 『吸血鬼 書物の王国12』国書刊行会 1998年
- 『王朝 書物の王国19』国書刊行会 1999年
- 『義経 書物の王国20』国書刊行会 2000年
- 『国芳妖怪百景』国書刊行会 1999年。悳俊彦共編
- 『新編日本幻想文学集成3 幻花の物語』の内「円地文子集」国書刊行会 2016年
- 『新編日本幻想文学集成4 語りの狂宴』の内「泉鏡花集」国書刊行会 2016年
- 『新編日本幻想文学集成5 大正夢幻派』の内「佐藤春夫集」国書刊行会 2017年
- 『新編日本幻想文学集成9 鷗外の系譜』の内「森鷗外集」国書刊行会 2018年

追悼出版
- 『ユリイカ　総特集＝須永朝彦』2021年10月臨時増刊号、青土社